# Festival de Naples 1959
Le septième festival de la chanson napolitaine s'est tenu à Naples du 11 au 13 juin 1959,.

## Vicende particolari
L'édition a été remportée par Fausto Cigliano et Teddy Reno, qui ont interprété la chanson Sarrà .... chi sa...., de Roberto Murolo et Renato Forlani. Lors de la remise des prix, le public a protesté en envahissant la scène et en demandant l'intervention de la police. L'événement a été interrompu. Le succès est venu de 'Mbraccio a te, vers de Giuseppe Marotta et musique d'Enrico Buonafede, interprété par Sergio Bruni et Jula de Palma.

## Charts, chansons et chanteurs
| Position | Chanson                         | Auteurs                                 | Artiste                                   | Votes |
| -------- | ------------------------------- | --------------------------------------- | ----------------------------------------- | ----- |
| 1re      | Sarrà .... chi sa ....          | (R. Murolo et R. Forlani)               | Fausto Cigliano - Teddy Reno              | 137   |
| 2e       | Padrone d' 'o mare              | (T. Manlio et S. D'Esposito)            | Elio Mauro - Franco Ricci                 | 119   |
| 3e       | Vieneme 'nzuonno                | (M. Zanfagna et L. Benedetto)           | Sergio Bruni - Nilla Pizzi                | 92    |
| 4e       | Cerasella                       | (U. Pirro, E. Bonagura et E. Sciorilli) | Gloria Christian - Wilma De Angelis       | 85    |
| 5e       | Primmavera                      | (A. Pugliese et F. Colosimo)            | Luciano Rondinella - Germana Caroli       | 70    |
| 6e       | Scurdammoce 'e cose d' 'o munno | (A. Cesareo et R. Martelli)             | Fausto Cigliano - Teddy Reno              | 68    |
| 7e       | Accussì                         | (A. Pugliese et M. Ruccione)            | Aurelio Fierro - Mario Abbate             | 58    |
| 8e       | Passiuncella                    | (A. Cesareo et L. Ricciardi)            | Mario Abbate - Elio Mauro e Quartetto 2+2 | 49    |
| 9e       | Sta Miss 'Nciucio               | (Galdieri, De Angelis et Gigante)       | Maria Paris - Aurelio Fierro              | 46    |
| 10e      | 'O Destino 'e ll'ate            | (E. De Mura et M. Gigante)              | Jula de Palma - Miranda Martino           | 39    |

### Non-finalistes
| Chanson                  | Auteurs                         | Artiste                                         |
| ------------------------ | ------------------------------- | ----------------------------------------------- |
| Stella furastiera        | (G. Marotta et N. Oliviero)     | Franco Ricci - Elio Mauro                       |
| Ammore celeste           | (R. Fiore et A. Vian)           | Arturo Testa - Dana Ghia                        |
| Si' tu                   | (E. Di Gianni)                  | Luciano Virgili - Wera Nepy                     |
| 'Mbraccio a te           | (G. Marotta et E. Buonafede)    | Sergio Bruni - Jula de Palma                    |
| Solitudine               | (V. De Crescenzo et F. Rendine) | Nunzio Gallo - Miranda Martino                  |
| Suttanella e cazunciello | (Nisa et C. Donida)             | Gloria Christian - Miranda Martino e Teddy Reno |
| Napule ncopp' 'a luna    | (E. Galdieri et G. Fontana)     | Wilma De Angelis avec Duo Jolly - Grazia Gresi  |
| 'A rosa rosa             | (M. Miccio et G. D'Anzi)        | Nunzio Gallo - Arturo Testa                     |
| Primma e doppo           | (L. Tregua et Baselice)         | Dana Ghia - Wera Nepy                           |
| Napulione 'e Napule      | (R. Cutolo et Fanciulli)        | Maria Paris - Germana Caroli                    |

## Orchestre
Dirigé par les maîtres Marcello De Martino (it) et Carlo Esposito.